# Manuel Milá de la Roca
Manuel Milá de la Roca y Ráfols (Barcelona, 2 de mayo de 1848 - Ibíd., 16 de junio de 1879) fue un periodista español, fundador de El Correo Catalán. 

## Biografía
Era hijo de Pablo Milá de la Roca y Maynar, escribano de la Audiencia que había sido redactor de El Áncora, y de Manuela Ráfols, natural de La Puebla (Nueva España), de orígenes catalanes. Sus antepasados por vía paterna procedían de Milán, desde donde se habían trasladado a Cataluña en 1541, estableciéndose en La Roca, cerca de Villafranca del Panadés.
Manuel Milá de la Roca quiso hacer carrera en la Marina de guerra, pero su padre lo convenció para que estudiase. En 1869 se licenció en Derecho administrativo por la Universidad de Barcelona y en Derecho canónico por la Universidad Central.
Durante el Sexenio Revolucionario, se incorporó a las filas carlistas y colaboró en La Convicción, diario fundado en Barcelona en 1870 por Luis María de Llauder, hasta su suspensión en abril de 1872 tras el inicio de la tercera guerra carlista. Junto con otros carlistas, Milá de la Roca y Llauder se exiliaron en Francia, permaneciendo ambos en Amélie les Bains. En mayo de 1873, Milá de la Roca recibió la orden de incorporarse al cuartel general del ejército carlista, en calidad de asesor, y llegaría a convertirse en el secretario personal y hombre de confianza de Don Carlos. En su diario personal del 1 de diciembre de 1874 Milá de la Roca escribió:

Estoy cansadísimo por haber perdido la noche... Ayer fui llamado con urgencia para despachar con el Rey, quien me retuvo en Palacio hasta las 6 de la madrugada. Comí con S.M., que tenía muchos convidados, entre ellos varias señoras, me distinguió mucho, haciéndome sentar a la mesa en el sitio de preferencia. He conferenciado con el Rey por espacio de nueve horas, durante las cuales me ha revelado todos sus secretos y me ha hecho su amigo y confidente. Si yo fuera ambicioso obtendría de S.M. todo lo que quisiera, pues me ha dado pruebas de muchísimo cariño; pero como no lo soy, no pido ni pediré nada. Hay secretos de estado que hoy no conoce nadie más que el Rey y yo; y me ha encargado trabajos tan delicados que prueban la inmensa confianza que ha depositado en mí, y la ventajosa idea que de mí tiene formada. Ruego a Dios que me dé fuerzas para salir airoso de la difícil situación en que he hallo colocado.

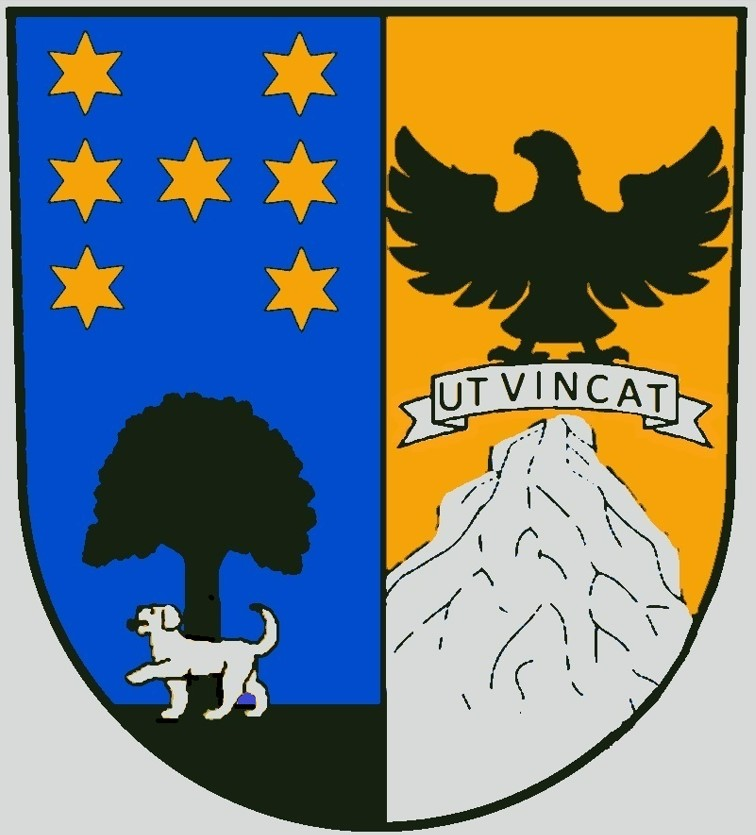
Escudo Milá de la Roca

Durante la campaña, Milá de la Roca fue distinguido con la medalla de Alpens, la medalla de plata de Carlos VII y la de Comendador de la Real y Distinguida Orden de Carlos III. En junio de 1875 era uno de los diputados de las recién instauradas Cortes carlistas.
Acabada la guerra, se exilió brevemente en Francia, permaneciendo una semana enfermo en Toulouse. Recobrada su salud, regresó a Barcelona, donde fundó junto con el sacerdote Félix Sardá y Salvany el diario El Correo Catalán, que apareció por primera vez el 16 de diciembre de 1876. A principios de 1878, se vio nuevamente afectada su salud, por lo que decidió traspasar el diario a Llauder. Milá de la Roca fallecería poco después, en junio de 1879.
Estaba casado con Asunción de Delás y Foxá. Su hija, María de la Asunción, se casó en 1899 con José Carrasco Marín y fueron padres de Pilar Carrasco y Milá de la Roca, baronesa de Albi, y de Joaquín Carrasco Milá de la Roca, esposo de María Josefa Nadal Quadras.